# Cronologia delle persone uccise durante gli anni di piombo
Questa cronologia delle persone uccise durante gli anni di piombo vuole riassumere gli eventi che hanno portato alla morte violenta di una o più persone per motivazioni politiche nel periodo noto come anni di piombo. Tra le vittime degli anni di piombo vengono quindi citati i civili, gli attivisti e i membri delle forze dell'ordine caduti per mano del terrorismo di diversa matrice, le vittime delle stragi, i manifestanti morti a causa delle forze dell'ordine e i terroristi uccisi in scontri a fuoco o in carcere.
Il periodo preso in considerazione va dal 1969 (individuato da alcuni storici come inizio degli anni di piombo) al 1984, anno della strage del Rapido 904, ultima strage con finalità di destabilizzazione eversiva, avvenuta in Italia. Altri studiosi concordano nel fissare tra il 1981 e il 1982 la fine degli anni di piombo e precisamente indicano come momento di svolta il 28 gennaio 1982, quando il generale statunitense James Lee Dozier, rapito il 17 dicembre 1981 dalle Brigate Rosse, venne liberato dai reparti speciali italiani. Malgrado ciò anche negli anni successivi sono avvenuti episodi che senza dubbio risultano collegabili alle violenze politiche degli anni precedenti.
Per informazioni più dettagliate sui singoli casi elencati si rimanda agli approfondimenti indicati.

## 1969
- 27 febbraio: morte di Domenico Congedo[3][4].
- 9 aprile: morte di Carmine Citro e Teresa Ricciardi[5].
- 27 ottobre: morte di Cesare Pardini[6].
- 19 novembre: morte di Antonio Annarumma[1].
- 12 dicembre: strage di piazza Fontana (17 civili uccisi)[1].
- 15 dicembre: Giuseppe Pinelli trovato in fin di vita sotto la finestra del 4º piano della questura di Milano.

## 1970
- 1º maggio: morte di Ugo Venturini[7].
- 22 luglio: strage di Gioia Tauro (6 civili uccisi)[5].
- Luglio 1970 – febbraio 1971: moti di Reggio (3 civili e 2 agenti uccisi).
- 12 dicembre: morte di Saverio Saltarelli[1].

## 1971
- 7 gennaio: morte dell'operaio Gianfranco Carminati, nell'Incendio della Pirelli-Bicocca[8].
- 16 gennaio: morte di Antonio Bellotti[9].
- 4 febbraio: morte di Giuseppe Malacaria[10].
- 26 marzo: morte di Alessandro Floris[5].
- 7 aprile: morte di Domenico Centola[11].
- 13 giugno: morte di Michele Guareschi[10].

## 1972
- 21 gennaio: morte di Vincenzo De Waure[12].
- 14 marzo: morte di Giuseppe Tavecchio[10][13].
- 17 maggio: morte di Luigi Calabresi[1].
- 31 maggio: strage di Peteano (3 carabinieri uccisi)[1].
- 7 luglio: morte di Carlo Falvella[10].
- 25 agosto: morte di Mariano Lupo[10].
- 27 novembre: morte di Fiore Mete[10].

## 1973
- 30 gennaio: morte di Roberto Franceschi[10].
- 12 aprile: Giovedì nero di Milano: uccisione dell'agente di polizia Antonio Marino[10].
- 16 aprile: rogo di Primavalle Fratelli Mattei (2 civili uccisi)[10].
- 17 maggio: strage della Questura di Milano (3 civili e 1 poliziotto uccisi)[5].
- 8 luglio: morte di Adriano Salvini[10].
- 31 luglio: morte di Giuseppe Santostefano[14].
- 17 dicembre: strage di Fiumicino (34 morti).

## 1974
- 10 maggio: rivolta del carcere di Alessandria  6 morti: (2 detenuti Dibona e Concu, 2 poliziotti Gaeta e Cantiello , 1 medico del carcere Gandolfi ,1 assistente sociale Giarola e il professore del carcere Campi)[15].
- 19 maggio: morte di Silvio Ferrari[16].
- 28 maggio: strage di piazza della Loggia (8 civili uccisi)[5].
- 30 maggio: morte di Giancarlo Esposti[5].
- 17 giugno: morte di Graziano Giralucci e Giuseppe Mazzola[1].
- 25 giugno: morte di Vittorio Ingria[17].
- 4 agosto: strage dell'Italicus (12 civili uccisi)[5].
- 8 settembre: morte di Fabrizio Ceruso[18][19].
- 15 ottobre: morte di Felice Maritano[5].
- 20 ottobre: morte di Sergio Adelchi Argada[20].
- 29 ottobre: morte di Luca Mantini e Sergio Romeo[21].
- 20 novembre: morte di Fanny Dallari[22].
- 5 dicembre: morte di Andrea Lombardini[5].
- 11 dicembre: morte di Zunno Minotti[23].

## 1975
- 24 gennaio: morte di Giovanni Ceravolo e Leonardo Falco (2 agenti di polizia)[5][24].
- 28 febbraio: morte di Miki Mantakas[10].
- 14 aprile: morte di Carlo Saronio[5].
- 16 aprile: morte di Claudio Varalli[1].
- 17 aprile: morte di Giannino Zibecchi, Tonino Miccichè e Rodolfo Boschi[10].
- 29 aprile: morte di Sergio Ramelli[1].
- 17 maggio: morte di Gennaro Costantino[25].
- 25 maggio: morte di Alberto Brasili[1].
- 5 giugno: sequestro Gancia (morte dell'appuntato dei carabinieri Giovanni D'Alfonso e della brigatista Margherita Cagol)[5].
- 12 giugno: morte di Alceste Campanile[26].
- 21 giugno: morte di Iolanda Palladino[10].
- 8 luglio: morte di Annamaria Mantini[27].
- 4 settembre: morte di Antonio Niedda[28].
- 22 ottobre: morte di Armando Femiano, Giuseppe Lombardi e Gianni Mussi (Strage di Querceta)[29].
- 29 ottobre: morte di Mario Zicchieri[10].
- 30 ottobre: morte di Antonio Corrado[10].
- 2 novembre: morte di Pier Paolo Pasolini[30].
- 22 novembre: morte di Pietro Bruno[31].

## 1976
- 27 gennaio: strage di Alcamo Marina (2 carabinieri uccisi)[32].
- 15 marzo: morte di Mario Marotta[33].
- 7 aprile: morte di Mario Salvi[34].
- 27 aprile: morte di Gaetano Amoroso[10].
- 29 aprile: morte di Enrico Pedenovi[1].
- 28 maggio: morte di Luigi Di Rosa[10].
- 8 giugno: morte di Francesco Coco[1].
- 10 luglio: morte di Vittorio Occorsio[5].
- 1º settembre: morte di Francesco Cusano[35].
- 5 settembre: morte di Pierantonio Castelnuovo[36].
- 14 dicembre: morte di Prisco Palumbo e Martino Zichitella[1].
- 15 dicembre: arresto di Walter Alasia (2 poliziotti e 1 terrorista uccisi)[1].
- 16 dicembre: bomba di Piazzale Arnaldo (1 civile ucciso)[37].

## 1977
- 19 febbraio: morte di Lino Ghedini[38].
- 11 marzo: morte di Francesco Lorusso[5].
- 12 marzo: morte di Giuseppe Ciotta[1].
- 22 marzo: morte di Claudio Graziosi e Angelo Cerrai[1].
- 21 aprile: morte di Settimio Passamonti[10].
- 28 aprile: morte di Fulvio Croce[5].
- 12 maggio: morte di Giorgiana Masi[1].
- 14 maggio: morte di Antonio Custra[1].
- 1º luglio: morte di Antonio Lo Muscio[5].
- 8 luglio: morte di Mauro Amati[39].
- 18 luglio: morte di Romano Tognini[40].
- 4 agosto: morte di Attilio Alfredo Di Napoli e Aldo Marin Pinones[41][42].
- 29 settembre: morte di Elena Pacinelli[10].
- 30 settembre: morte di Walter Rossi[10].
- 3 ottobre: morte di Roberto Crescenzio[10].
- 28 novembre: morte di Benedetto Petrone[10].
- 29 novembre: morte di Carlo Casalegno[1].
- 28 dicembre: morte di Angelo Pistolesi[10].

## 1978
- 4 gennaio: morte di Carmine De Rosa, dirigente dello stabilimento Fiat di Cassino[43].
- 7 gennaio: strage di Acca Larentia (2 militanti uccisi) e morte di Stefano Recchioni (durante gli scontri immediatamente successivi)[43].
- 20 gennaio: morte di Fausto Dionisi[43].
- 7 febbraio: morte di Gianfranco Spighi[43].
- 14 febbraio: morte di Riccardo Palma[43] e Franco Battagliarin[44].
- 28 febbraio: morte di Roberto Scialabba[10].
- 6 marzo: morte di Franco Anselmi[45].
- 10 marzo: morte di Rosario Berardi[43].
- 16 marzo: agguato di via Fani (5 agenti della scorta di Aldo Moro uccisi)[1].
- 18 marzo: morte di Fausto Tinelli e Lorenzo Iannucci[10].
- 11 aprile: morte di Lorenzo Cotugno[1].
- 20 aprile: morte di Francesco Di Cataldo[1].
- 4 maggio: morte di Roberto Rigobello[46].
- 9 maggio: morte di Aldo Moro[1] e Peppino Impastato[32].
- 6 giugno: morte di Antonio Santoro[47].
- 21 giugno: morte di Antonio Esposito[48].
- 28 settembre: morte di Pietro Coggiola, capo officina nello Stabilimento Lancia di Chivasso[49] e Ivo Zini[50].
- 6 ottobre: morte di Claudio Miccoli[10].
- 10 ottobre: morte di Girolamo Tartaglione[51].
- 11 ottobre: morte di Alfredo Paolella[52].
- 4 novembre: morte di Maurizio Tucci[53].
- 8 novembre: strage di Patrica (uccisi il magistrato Fedele Calvosa, il suo autista, un agente di scorta e un terrorista)[54] e morte di Giampietro Grandi[55].
- 27 novembre: morte di Saaudi Vaturi[56].
- 15 dicembre: morte di Salvatore Lanza[57] e Salvatore Porceddu[58], agenti di Pubblica Sicurezza, e di Enrico Donati[59], ucciso per un errore di persona.

## 1979
- 10 gennaio: morte di Alberto Giaquinto e Stefano Cecchetti[10].
- 19 gennaio: morte di Giuseppe Lorusso[60].
- 24 gennaio: morte di Guido Rossa[61].
- 29 gennaio: morte di Emilio Alessandrini[5].
- 16 febbraio: morte di Lino Sabbadin[62] e Pierluigi Torregiani[62].
- 23 febbraio: morte di Rosario Scalia[63].
- 28 febbraio: scontro a fuoco del bar dell'Angelo (2 terroristi uccisi: Barbara Azzaroni e Matteo Caggegi)[61].
- 9 marzo: agguato della bottiglieria di Via Millio e morte accidentale di Emanuele Iurilli[64].
- 13 marzo: morte di Giuseppe Gurrieri[65].
- 20 marzo: morte di Mino Pecorelli[61].
- 29 marzo: morte di Italo Schettini[66].
- 19 aprile: morte di Andrea Campagna e Ciro Principessa[10].
- 3 maggio: attacco alla sede regionale DC di piazza Nicosia (2 poliziotti uccisi)[61].
- 16 giugno: morte di Francesco Cecchin[10].
- 11 luglio: morte di Giorgio Ambrosoli[61].
- 13 luglio: morte di Bartolomeo Mana[5] e Antonio Varisco[61].
- 18 luglio: morte di Carmine Civitate[61].
- 21 settembre: morte di Carlo Ghiglieno[5].
- 9 ottobre: morte di Roberto Cavallaro[67].
- 9 novembre: morte di Michele Granato[68].
- 21 novembre: morte di Vittorio Battaglini[69] e Mario Tosa[70].
- 27 novembre: morte di Domenico Taverna[71].
- 7 dicembre: morte di Mariano Romiti[72].
- 14 dicembre: morte di Roberto Pautasso[73].
- 17 dicembre: morte di Antonio Leandri[74].

## 1980
- 6 gennaio: morte di Piersanti Mattarella[75].
- 8 gennaio: strage di Via Schievano (3 poliziotti uccisi)[5].
- 25 gennaio: strage di Via Riboli (2 carabinieri uccisi)[5].
- 29 gennaio: morte di Sergio Gori[5].
- 31 gennaio: morte di Carlo Ala[76].
- 5 febbraio: morte di Paolo Paoletti[5].
- 6 febbraio: morte di Maurizio Arnesano[77].
- 7 febbraio: morte di William Waccher[5].
- 12 febbraio: morte di Vittorio Bachelet[5].
- 22 febbraio: morte di Valerio Verbano[10].
- 25 febbraio: morte di Iolanda Rozzi[78].
- 10 marzo: morte di Luigi Allegretti[61].
- 12 marzo: morte di Angelo Mancia[10] e Martino Traversa[79].
- 16 marzo: morte di Nicola Giacumbi[80][81].
- 18 marzo: morte di Girolamo Minervini[61].
- 19 marzo: omicidio di Guido Galli[5].
- 28 marzo: irruzione di via Fracchia (4 terroristi uccisi)[5].
- 10 aprile: morte di Giuseppe Pisciuneri[82].
- 12 maggio: morte di Alfredo Albanese[83].
- 19 maggio: morte di Pino Amato[84].
- 28 maggio: morte di Francesco Evangelista[85] e Walter Tobagi[61].
- 3 giugno: morte di Antonio Chionna[86].
- 19 giugno: morte di Pasquale Viele[87].
- 23 giugno: morte di Mario Amato[5].
- 2 luglio: morte di Ugo Benazzi[88].
- 2 agosto: strage di Bologna (85 civili uccisi)[5].
- 11 agosto: morte di Ippolito Cortellessa[89] e Pietro Cuzzoli[90].
- 2 settembre: morte di Maurizio Di Leo[91].
- 9 settembre: morte di Francesco Mangiameli[92].
- 24 settembre: morte di Alberto Contestabile[93].
- 5 ottobre: morte di Nanni De Angelis.
- 27 ottobre: rivolta del supercarcere di Nuoro (2 detenuti uccisi)[94].
- 12 novembre: morte di Renato Briano[95].
- 13 novembre: morte di Arnaldo Genoino e Claudio Pallone[96].
- 26 novembre: morte di Ezio Lucarelli[97].
- 28 novembre: morte di Giuseppe Filippo[98] e Manfredo Mazzanti[99].
- 1º dicembre: morte di Giuseppe Furci[100].
- 11 dicembre: morte di Walter Pezzoli e Roberto Serafini[101].
- 18 dicembre: morte di Alfio Zappalà[102].
- 31 dicembre: morte di Enrico Riziero Galvaligi[61].

## 1981
- 10 gennaio: morte di Luca Perucci[103].
- 5 febbraio: morte di Enea Codotto e Luigi Maronese[104][105].
- 17 febbraio: morte di Luigi Marangoni[106].
- 7 aprile: morte di Raffaele Cinotti[107].
- 13 aprile: morte di Ermanno Buzzi[5].
- 27 aprile: rapimento di Ciro Cirillo (1 autista e 1 poliziotto uccisi)[61].
- 3 giugno: morte di Antonino Frasca[108].
- 10 giugno: morte di Nicola Zidda[109].
- 19 giugno: morte di Sebastiano Vinci[110].
- 5 luglio: morte di Luigi Carluccio[111] e Giuseppe Taliercio[5].
- 31 luglio: morte di Giuseppe De Luca[112].
- 3 agosto: morte di Roberto Peci[5].
- 6 agosto: morte di Santo Lanzafame[113].
- 18 settembre: morte di Francesco Rucci[114].
- 30 settembre: morte di Marco Pizzari[115].
- 19 ottobre: morte di Carlo Buonantuono e Vincenzo Tumminello, agenti Digos di Milano ad opera dei NAR
- 21 ottobre: morte di Ciriaco Di Roma[116] e Francesco Straullu[117].
- 13 novembre: morte di Eleno Viscardi[118].
- 5 dicembre: ferimento di Ciro Capobianco, agente di Polizia, che morirà dopo due giorni.
- 5 dicembre: morte di Alessandro Alibrandi[61].
- 6 dicembre: morte di Romano Radici[119].
- 7 dicembre: morte di Ciro Capobianco[120].
- 10 dicembre: morte di Giorgio Soldati[5].

## 1982
- 3 gennaio: morte di Angelo Furlan Archiviato il 20 dicembre 2016 in Internet Archive.[121].
- 21 gennaio: scontro di Monteroni d'Arbia (2 carabinieri e 1 terrorista uccisi)[122][123].
- 5 marzo: morte di Alessandro Caravillani[124].
- 1º aprile: morte di Aldo Semerari[61].
- 27 aprile: morte di Danilo Abbruciati[5].
- 27 aprile: morte di Raffaele Delcogliano e Aldo Iermano[125].
- 6 maggio: morte di Giuseppe Rapesta[126].
- 24 maggio: morte di Umberto Catabiani[127].
- 24 giugno: morte di Antonio Galluzzo[128].
- 8 luglio: morte di Mauro Mennucci[129].
- 15 luglio: morte di Antonio Ammaturo e Pasquale Paola[130].
- 16 luglio: morte di Valerio Renzi[131].
- 20 luglio: morte di Frate Gabriele Pigato e Frate Giuseppe Lovato[132].
- 23 luglio: morte di Stefano Ferrari[133].
- 27 luglio: morte di Ennio Di Rocco[5].
- 10 agosto: morte di Carmine Palladino[5].
- 26 agosto: strage di Salerno (2 poliziotti e 1 militare uccisi)[134][135][136].
- 8 settembre: morte di Benito Atzei[137].
- 9 ottobre: morte di Stefano Gaj Taché[138].
- 21 ottobre: morte di Sebastiano D'Alleo[139] e Antonio Pedio[140].

## 1983
- 28 gennaio: morte di Germana Stefanini[141].
- 9 febbraio: morte di Paolo Di Nella[10].
- 17 settembre: morte di Gaetano Sava[142].

## 1984
- 15 febbraio: morte di Leamon Hunt[5].
- 28 settembre: morte di Antonio Chichiarelli[1].
- 14 dicembre: morte di Antonio Gustini[143] e Laura Bartolini[144].
- 23 dicembre: strage del Rapido 904 (16 civili uccisi)[5].